# Wydawnictwo Czerwone i Czarne
Wydawnictwo Czerwone i Czarne – polskie wydawnictwo założone w 2009 roku przez Roberta Krasowskiego i Martę Stremecką, którzy wcześniej byli redaktorami naczelnymi „Dziennika”. Cechą charakterystyczną są czerwono-czarne okładki wydawanych książek.
Czerwone i Czarne specjalizuje się w literaturze faktu skupionej na polskim życiu publicznym, ale i również światem masowej kultury. Wśród autorów związanych z wydawnictwem znajdują się m.in. Cezary Michalski, Beata Pawlikowska, Zbigniew Lew-Starowicz, Paweł Śpiewak, Piotr Zaremba, Sławomir Koper, Joanna Siedlecka i Jerzy Eisler. Grafiką zajmują się Tomasz Frycz i Marcin Wicha.